# Apeira syringaria
Ennomos du lilas
Espèce
Apeira syringaria, l’Ennomos du lilas, est une espèce de lépidoptères (papillons) de la famille des Geometridae, de la sous-famille des Ennominae.

## Description
Au repos, les ailes antérieures sont plissées, les couleurs sont le rouge, le jaune et le vert. La seconde génération est plus petite et plus claire.

## Distribution
Eurasiatique, on le trouve presque partout en Europe et en Asie jusqu'au Japon.

## Biologie
L'Ennomos du lilas vit dans les bois clairs, les parcs et jardins partout en France, parfois localement. C'est une espèce bivoltine qui vole en avril - mai puis en juillet - aout.
La chenille colorée, longue de maximum 30 mm, présente deux cornes sur le dos et se nourrit sur divers chèvrefeuilles, lilas, troènes et sur le frêne commun.